# Ministère de l'Environnement, de la Protection de la nature et du Développement durable
Le ministère de l'Environnement, de la protection de la nature et du développement durable (Minepded) est une institution publique au Cameroun. Elle est chargée de l’élaboration, la mise en œuvre et le suivi de la politique environnementale, de la protection de la nature et du développement durable. Son siège est situé à Yaoundé.

## Ministre
Le ministre est Pierre Hélé en remplacement de Tanyi-Mbianyor Clarkson Oben à la suite du remaniement ministériel de 2004.

## Organisation
Le ministère a sous sa responsabilité l'Observatoire national des changements climatiques